# Townsend House (Washington, D.C.)
Townsend House es un edificio histórico casa independiente en Embassy Row en Washington D. C., sede del Cosmos Club desde 1952.

## Historia
Con casi un acre de jardín, fue diseñada al estilo francés Beaux Arts por los arquitectos Carrère y Hastings en 1898 para Mary Scott Townsend, hija y heredera de William Lawrence Scott, y su esposo Richard H. Townsend., mudándose de su casa anterior en 736 Jackson Place . La construcción se completó esencialmente en 1901. El Sr. Townsend murió poco después, en 1902, y su esposa vivió aquí hasta su muerte en 1931. Luego se convirtió en el hogar de su hija, Mathilde Scott Townsend, y su esposo desde 1925, el destacado diplomático Sumner Welles, hasta 1939 y nuevamente en 1943, aunque pasaron mucho tiempo en Oxon Hill Manor y en el extranjero. El Cosmos Club lo compró en 1950, después de la muerte de Welles en Suiza en 1949.
En 1933, el presidente electo Franklin D. Roosevelt vivió brevemente antes de su toma de posesión. Esto se hizo eco de la generación anterior de Townsend que alquiló su casa en Jackson Place al presidente Theodore Roosevelt en 1902, durante la renovación y construcción del ala oeste de la Casa Blanca.
Se agregó al Registro Nacional de Lugares Históricos en 1973. Es una propiedad que contribuye al distrito histórico de Dupont Circle y al distrito histórico de Massachusetts Avenue.